# Sîverînivka, Zinkiv
Sîverînivka (în ucraineană Сиверинівка) este un sat în orașul raional Zinkiv din regiunea Poltava, Ucraina.

## Demografie
Componența lingvistică a localității Sîverînivka
     Ucraineană (98,68%)
     Alte limbi (1,32%)
Conform recensământului din 2001, majoritatea populației localității Sîverînivka era vorbitoare de ucraineană (98,68%), existând în minoritate și vorbitori de alte limbi.